# Моравска Сазава
Моравска Сазава (на чешки: Moravská Sázava) е река в Чехия, извира от Орлицките планини в средните Судети и се влива като ляв приток на р. Морава. Общата ѝ дължина е 54,3 км, а водосборният ѝ басейн е с площ 508,4 км². Средният отток при устието е 4,52 м³/с.
Реката извира от 780 м н.в. и се влива на 264 м н.в. Преминава през селищата Випрахтице, Албрехтице, Хощейн и Забржех.
Спада към речна система Моравска Сазава → Морава → Дунав → Черно море.

## Притоци
Притоци на реката са ручеи и потоци.